# Movieclips
Rotten Tomatoes Movieclips (dříve Movieclips a později Fandango Movieclips) je společnost se sídlem ve Venice v Los Angeles, která nabízí streaming s filmovými klipy a upoutávkami od hollywoodských filmových společností, jako jsou Universal Pictures, Metro-Goldwyn-Mayer, Paramount Pictures, Warner Bros (včetně obsahu dceřiných společností New Line Cinema a Castle Rock Entertainment), Disney, Sony Pictures (včetně obsahu dceřiných společností Destination Films, Sony Pictures Classics a Triumph Pictures), Lionsgate Films a DreamWorks.

## Historie

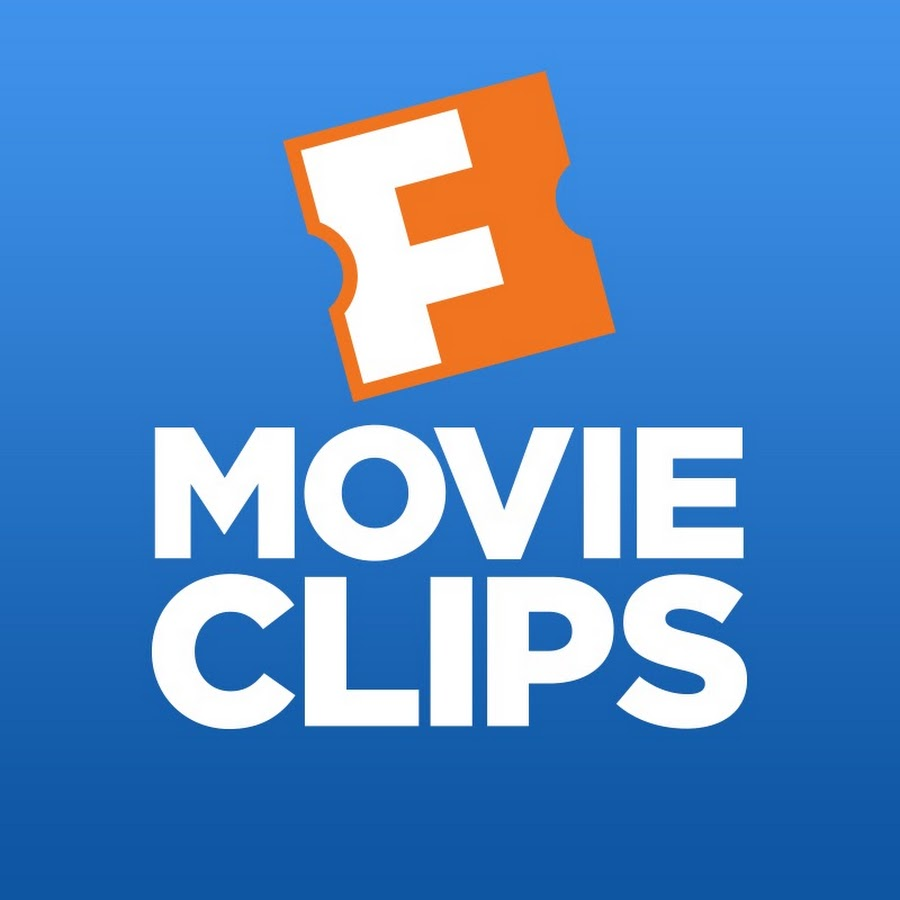
Druhé logo; kdy byl použit v kanále pod titulem "Fandango Movieclips."

Společnost byla založen v roce 2009 jako divize společnosti Zefr, která začínala jako webová stránka, která umožňovala uživateli vyhledávat v knihovně více než 12 000 filmových klipů, ve spolupráci se společností Google. V roce 2014 koupila společnost Fandango a přejmenovala jej na „Fandango Movieclips“. V létě 2022 se Fandango Movieclips přejmenoval na „Rotten Tomatoes Movieclips“.